# Перемичка (гідротехніка)

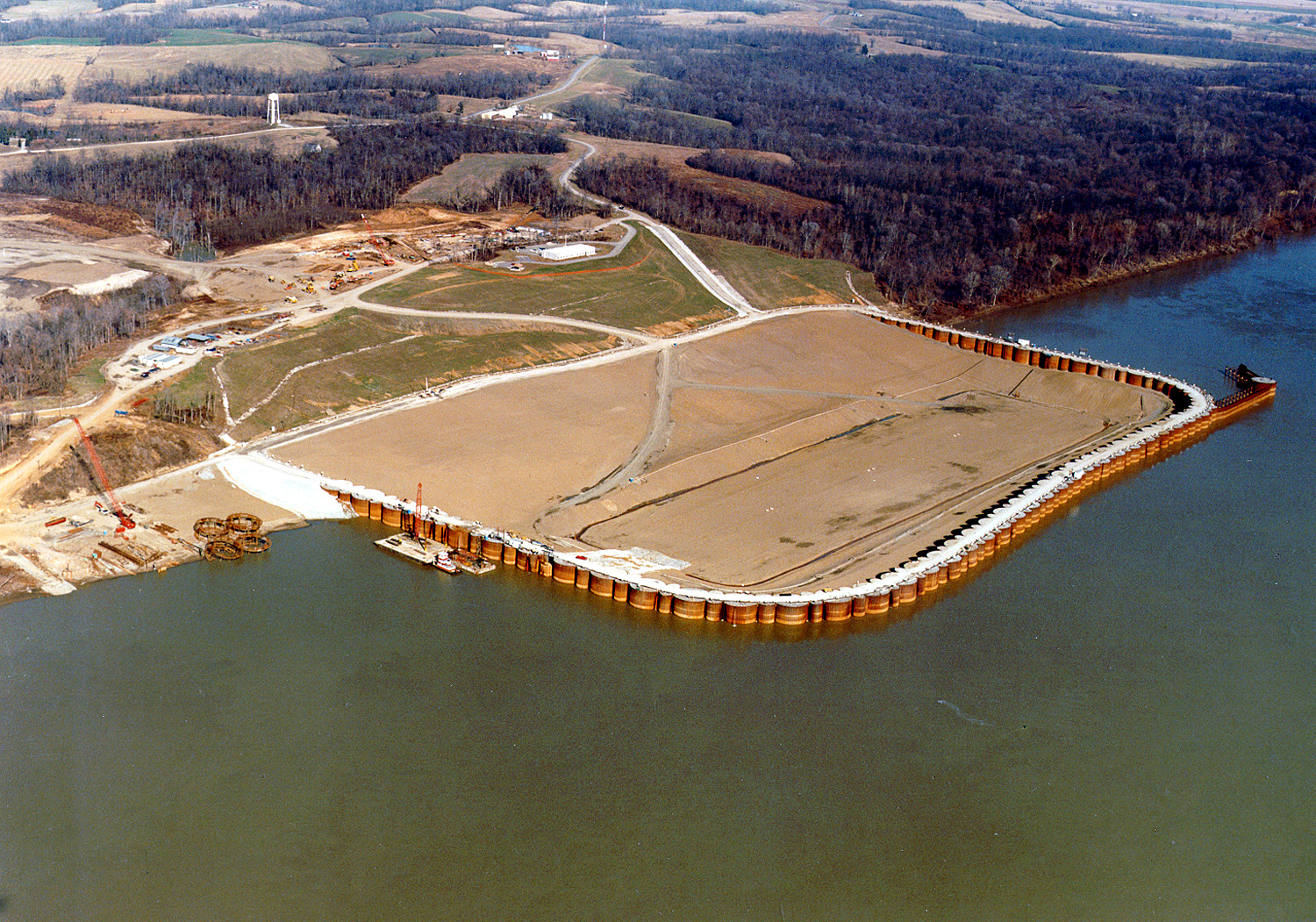
Перегатка на річці Огайо у США для спорудження Олмстедської дамби, введенної в експлуатацію 2018 року. Фото 1999 року.

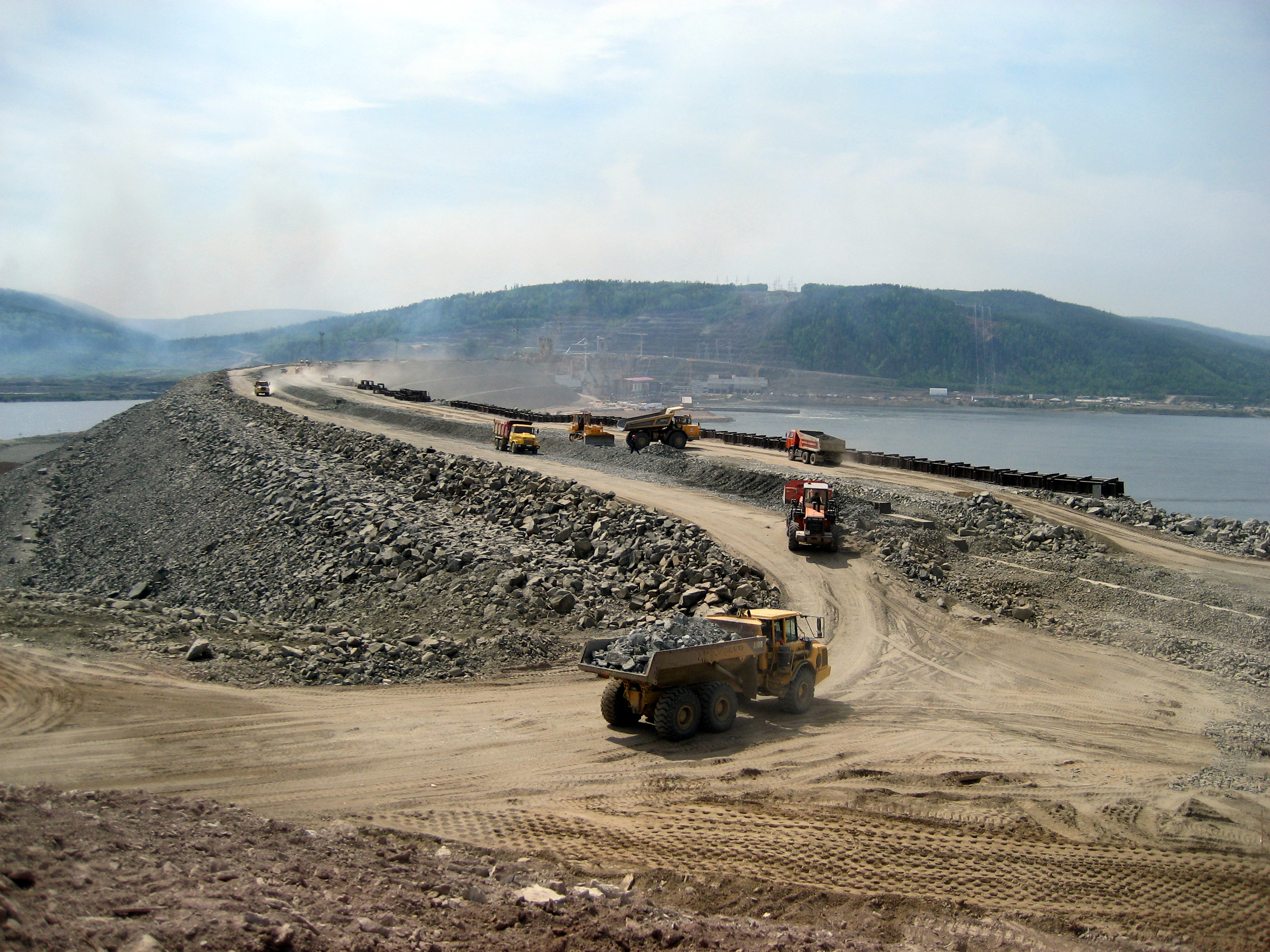
Будівництво потужної перемички.

Переми́чка, також перегатка, або перегата — водонепроникна огорожа, що захищає гідротехнічні споруди або місце робіт (котлован) від затоплення під час будівництва або ремонту.
Після закінчення робіт перемички звичайно розбирають, іноді вона стає частиною гідротехнічної споруди. За положенням відносно водотоку перемички поділяють на поздовжні й поперечні, їх зводять з ґрунту (намивні, насипні перемички), каменю (накидні перемички), деревини (зрубові, шпунтові перемички), металу (шпунтові, ніздрюваті перемички), рідше — з бетону, габіонів або фашин.